# Val-au-Perche
Val-au-Perche  est une commune  située dans l’Orne, en région Normandie.
Elle est créée sous le statut de commune nouvelle le 1er janvier 2016 par la fusion des six communes de Gémages, L'Hermitière, Mâle, La Rouge, Saint-Agnan-sur-Erre et Le Theil.

## Géographie

### Localisation
Val-au-Perche est une commune normande du Perche située à 10 km au nord de La Ferté-Bernard, 25 km au sud-est de Mamers, 11 km au sud-ouest de Nogent-le-Rotrou.
La commune se trouve dans l'aire d'attraction de Nogent-le-Rotrou ainsi que dans sa zone d'emploi, et dans le bassin de vie de La Ferté-Bernard.

### Communes limitrophes
Les communes limitrophes sont Perche en Nocé, Saint-Hilaire-sur-Erre, Nogent-le-Rotrou, Souancé-au-Perche, Les Étilleux, Ceton, Avezé, Saint-Germain-de-la-Coudre, La Chapelle-Souëf et Saint-Cyr-la-Rosière.

### Hydrographie

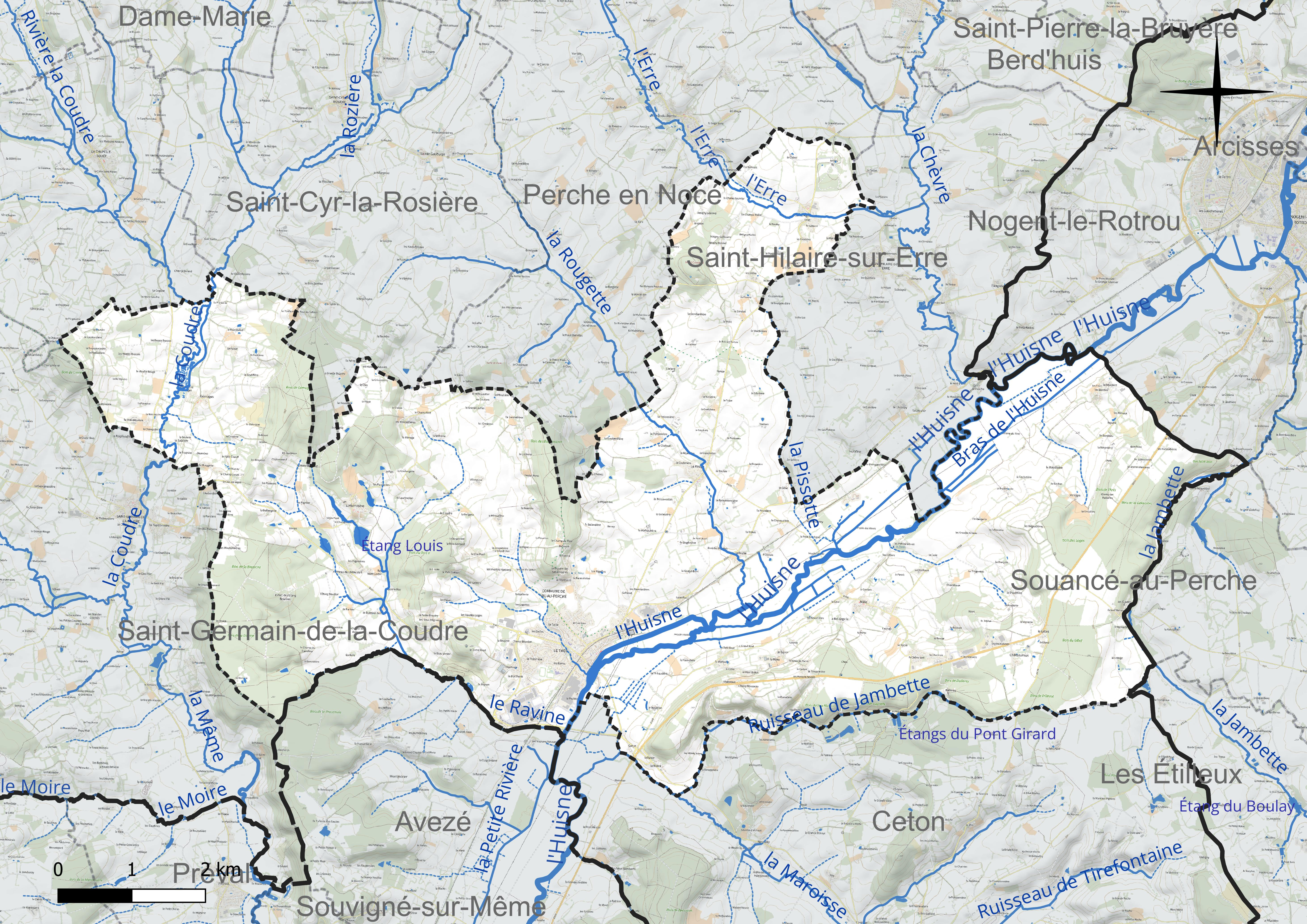
Réseau hydrographique de Val-au-Perche.

La commune est située dans le bassin Loire-Bretagne. Elle est drainée par un bras de l'huisne, l'Huisne, la Coudre, la Jambette, la Rozière, l'Erre, la Rougette, le Jambette, le Ravine, la Pissotte, le ruisseau de Beauvalière et divers autres petits cours d'eau,.
L'Huisne, d'une longueur de 165 km, prend sa source dans la commune de Belforêt-en-Perche et se jette  dans la Sarthe à Mans, après avoir traversé 36 communes.
La Coudre, d'une longueur de 12 km, prend sa source dans la commune d'Appenai-sous-Bellême et se jette  dans la Même à Saint-Germain-de-la-Coudre, après avoir traversé quatre communes.
La Jambette, d'une longueur de 11 km, prend sa source dans la commune des Étilleux et se jette  dans la Rhône à Nogent-le-Rotrou, après avoir traversé cinq communes.
La Rozière, d'une longueur de 12 km, prend sa source dans la commune de Perche en Nocé et se jette  dans la Coudre à La Chapelle-Souëf, après avoir traversé cinq communes.
L'Erre, d'une longueur de 18 km, prend sa source dans la commune de Perche en Nocé et se jette  dans l'Huisne en limite de Saint-Hilaire-sur-Erre et de Nogent-le-Rotrou, face à Val-au-Perche, après avoir traversé quatre communes.
Un plan d'eau complète le réseau hydrographique : l'étang Louis (4,23 ha),.
La Maroisse, La Rougette et L’Erre sont des rivières classées en première catégorie et L’Huisne en seconde catégorie piscicole. La Gaule Theilloise est l'association locale de pêche.

### Climat
Pour des articles plus généraux, voir Climat de la Normandie et Climat de l'Orne.
En 2010, le climat de la commune est de type climat océanique dégradé des plaines du Centre et du Nord, selon une étude du CNRS s'appuyant sur une série de données couvrant la période 1971-2000. En 2020, Météo-France publie une typologie des climats de la France métropolitaine dans laquelle la commune est exposée à un climat océanique altéré et est dans la région climatique Normandie (Cotentin, Orne), caractérisée par une pluviométrie relativement élevée (850 mm/a) et un été frais (15,5 °C) et venté. Parallèlement le GIEC normand, un groupe régional d’experts sur le climat, différencie quant à lui, dans une étude de 2020, trois grands types de climats pour la région Normandie, nuancés à une échelle plus fine par les facteurs géographiques locaux. La commune est, selon ce zonage, exposée à un « climat contrasté des collines », correspondant au Pays d'Ouche et au Perche et bénéficiant d’un caractère continental affirmé avec des précipitations atténuées et des amplitudes thermiques fortes.
Pour la période 1971-2000, la température annuelle moyenne est de 10,9 °C, avec une amplitude thermique annuelle de 14 °C. Le cumul annuel moyen de précipitations est de 717 mm, avec 11,8 jours de précipitations en janvier et 7,6 jours en juillet. Pour la période 1991-2020, la température moyenne annuelle observée sur la station météorologique la plus proche, située sur la commune de Cormes à 11 km à vol d'oiseau, est de 11,4 °C et le cumul annuel moyen de précipitations est de 759,0 mm,. Pour l'avenir, les paramètres climatiques de la commune estimés pour 2050 selon différents scénarios d’émission de gaz à effet de serre sont consultables sur un site dédié publié par Météo-France en novembre 2022.

## Urbanisme

### Typologie
Au 1er janvier 2024, Val-au-Perche est catégorisée bourg rural, selon la nouvelle grille communale de densité à sept niveaux définie par l'Insee en 2022.
Elle est située hors unité urbaine. Par ailleurs la commune fait partie de l'aire d'attraction de Nogent-le-Rotrou, dont elle est une commune de la couronne,. Cette aire, qui regroupe 25 communes, est catégorisée dans les aires de moins de 50 000 habitants,.

### Occupation des sols

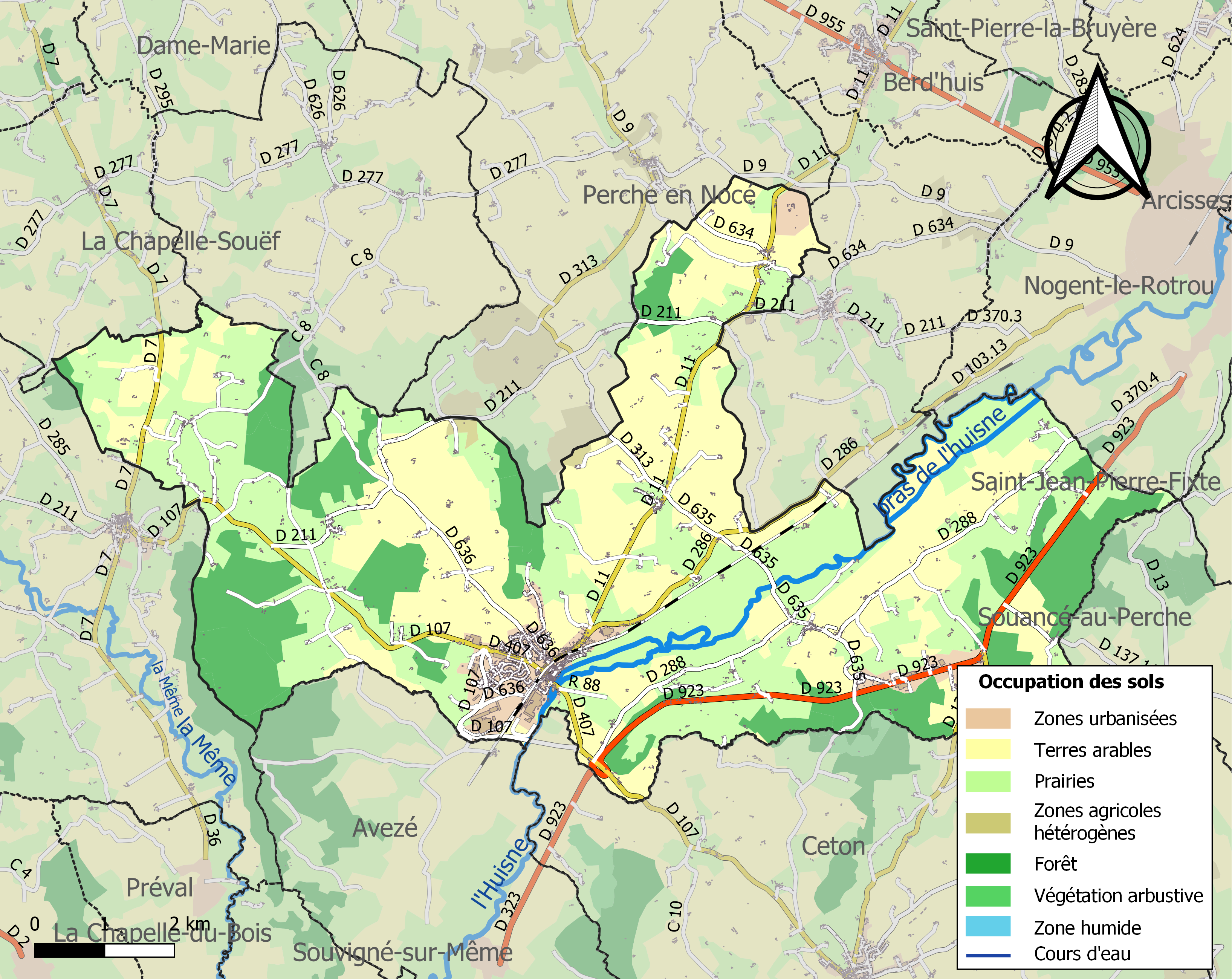
Carte des infrastructures et de l'occupation des sols de la commune en 2018 (CLC).

### Projets d'aménagement
Une convention « Petites Villes de demain » au bénéfice conjoint de  Bellême et de Val-au-Perche a été signée à l'automne 2024, qui prévoit le soutien de l’État et du département pour la réalisation de  38 actions destinées à répondre aux enjeux de développement et de dynamisation autour des thématiques liées à l’habitat, au développement économique local, à la mobilité, à la mise en valeur de l’espace public, à l’accès aux services publics et à la transition écologique.

### Voies de communication et transports
La commune est desservie par l'ancienne route nationale 23 (actuelle RD 323). Plusieurs routes départementales maillent son territoire.
La gare du Theil - La Rouge, située sur la ligne de Paris-Montparnasse à Brest, est desservie par des trains du réseau TER Pays de la Loire circulant entre Nogent-le-Rotrou, Chartres et Le Mans. La gare est desservie par 7 allers-retours par jour en semaine. Au-delà de Nogent-le-Rotrou, 1 aller-retour appartenant alors à partir de cette gare au réseau TER Centre-Val de Loire est prolongé ou amorcé en gare de Chartres. La gare est également desservie par un train circulant entre Paris-Montparnasse et Le Mans.

### Risques naturels et technologiques
La commune a été reconnue en état de catastrophe naturelle à la suite de la crue exceptionnelle de l’Huisne le 10 octobre 2024.

## Toponymie
Val est une forme de relief au sens plus restreint que celui de la vallée.
Le Perche est une région naturelle française qui désignait au VIe siècle une zone forestière connue sous le nom de Silva Pertica.
Choisi par le conseil municipal en juillet 2021, le gentilé est Perchevalois.

## Histoire
En juillet 2015, les conseils municipaux de six des dix communes de la communauté de communes du Val d'Huisne ont délibéré pour demander leur fusion en une commune nouvelle : Gémages, L'Hermitière, Mâle, La Rouge, Saint-Agnan-sur-Erre et Le Theil, afin de former une nouvelle collectivité territoriale d'environ 3 800 habitants, la moitié de la population de l'intercommunalité. La fusion est devenue effective le 1er janvier 2016 par un arrêté préfectoral du 2 octobre 2015.
Cela a entraîné la transformation des six anciennes communes en « communes déléguées » de Val-au-Perche.

## Politique et administration

### Rattachements administratifs et électoraux
La commune se trouve depuis sa création dans l'arrondissement de Mortagne-au-Perche du département de l'Orne.  
Pour les élections départementales, la commune fait partie du canton de Ceton.
Pour l'élection des députés, elle fait partie de la deuxième circonscription de l'Orne.

### Intercommunalité
Val-au-Perche était membre lors de sa création, comme l'étaient les communes historiques, de de la  communauté de communes du Val d'Huisne, un établissement public de coopération intercommunale (EPCI) à fiscalité propre créé fin 1994 et auquel elles avaient transféré un certain nombre de ses compétences, dans les conditions déterminées par le code général des collectivités territoriales.
Dans le cadre des dispositions de la loi portant nouvelle organisation territoriale de la République du 7 août 2015, qui prévoit que les établissements publics de coopération intercommunale (EPCI) à fiscalité propre doivent avoir un minimum de 15 000 habitants, cette intercommunalité a fusionné avec la communauté de communes du Pays Bellêmois pour former, le 1er janvier 2017, la communauté de communes des Collines du Perche Normand, dont la commune est le siège.

### Liste des maires
| Période      | Période                     | Identité            | Étiquette | Qualité                                                                                    |
| ------------ | --------------------------- | ------------------- | --------- | ------------------------------------------------------------------------------------------ |
| janvier 2016 | mai 2020                    | Martine Georget     | SE        | Infirmière libérale Maire de Mâle (2008 → 2015)                                            |
| mai 2020     | En cours (au 29 avril 2025) | Sébastien Thirouard | DVG       | Fonctionnaire territorial Vice-président de la CC des Collines du Perche Normand (2020 → ) |

## Équipements et services publics
Un marché hebdomadaire a lieu le mercredi au Theil.

### Enseignement
Quatre écoles sont implantées dans la commune.
Le collège Yves-Montand se trouve au Theil.

### Équipements culturels
Le cinéma Saint-Louis du Theil-sur-Huisne, ouvert en 1961, a été rénové en 2024.

### Justice, sécurité, secours et défense
Val-au-Perche dispose d'un centre de secours comprenant en 2025 35 sapeurs-pompiers volontaires, qui assure la protection de la population, et a assuré 598 interventions en 2024.
La commune a décidé en 2025 la mise en place d'une vidéosurveillance de ses espaces publics, équipée d'une vingtaine de caméras,.

## Population et société

### Démographie
La population des anciennes communes puis de la commune nouvelle est connue par les recensements menés régulièrement par l'Insee. Ces chiffres concernent le territoire de l'actuelle commune nouvelle.
En 2025, la commune nouvelle comptait 3 324 habitants. 
| 1968  | 1975  | 1982  | 1990  | 1999  | 2010  | 2015  | 2021  |
| ----- | ----- | ----- | ----- | ----- | ----- | ----- | ----- |
| 2 705 | 3 012 | 3 421 | 3 760 | 3 776 | 3 839 | 3 737 | 3 369 |

### Vie associative
En 2024, la commune compte 43 associations.
On note par exemple un jardin partagé.

### Sports et loisirs
Le Roller Club Coopératif Perchevalois (R2CP) dispose depuis 2025 d'un circuit dénommé Michel Touchard.
Le Sudo Do Kwan de l'Orne organise des cours de taekwondo et de self-défense.

## Économie
Il convient de se reporter aux articles consacrés aux anciennes communes fusionnées.

## Culture locale et patrimoine

### Lieux et monuments
Il convient de se reporter aux articles consacrés aux anciennes communes fusionnées.
On peut signaler : 
- Les six monuments aux morts, l'un par commune déléguée, dont un récent à Gémages et celui du Theil, rénové en 2025[41].

### Personnalités liées à la commune
Il convient de se reporter aux articles consacrés aux anciennes communes fusionnées.